# Discolampa niasanus
Discolampa niasanus är en fjärilsart som beskrevs av Swinhoe 1910. Discolampa niasanus ingår i släktet Discolampa och familjen juvelvingar. Inga underarter finns listade i Catalogue of Life.